# Rhynchospora mollis
Rhynchospora mollis är en halvgräsart som först beskrevs av Nathaniel Wallich, och fick sitt nu gällande namn av Schult.. Rhynchospora mollis ingår i släktet småag, och familjen halvgräs.
Artens utbredningsområde är Nepal. Inga underarter finns listade i Catalogue of Life.